# مينو فان كوهورن
مينو فان كوهورن ( 1641 م - 1704 م ) . هو مهندس عسكري هولندي .
كان البارون مينو فان كوهورن خبيراً في إقامة التحصينات ، وكان مساوياً للمهندس الفرنسي الشهير البارون دو فوبان ، وفي الحرب بين وليام الثالث ملك إنجلترا والملك لويس الرابع عشر ملك فرنسا ، من سنة 1691 م إلى سنة 1698 م ، وكانت عموماً ، حرب حصار قلاع وحصون على طزل الحدود بين فرنسا وهولندا ، تمَّ اللجوء إلى مهارات مينو فان كوهورن ، كما تم اللجوء إلى مهارات مينو فان كوهورن في الجانب الآخر . وقد أخترع مينو فان كوهورن مدفع هاون صغيراً من البرونز .